# Vạn Nguyên
Vạn Nguyên là một thành phố cấp huyện thuộc địa cấp thị Đạt Châu, tỉnh Tứ Xuyên, Trung Quốc, với diện tích 4.065 km².

## Lịch sử
Thời Tần lập ra huyện Đãng Cừ thuộc Ba quận. Từ thời Hán tới thời Minh, vùng đất này thuộc huyện Đông Hương, quận Thông Xuyên, Đạt Châu. Thời Thanh thuộc huyện Thái Bình, phủ Tuy Định. Thời Trung Hoa dân quốc, năm thứ ba (1914), đổi tên thành huyện Vạn Nguyên. Trong giai đoạn từ năm 1933 tới năm 1935, tứ phương diện quân của Hồng quân Trung Quốc thành lập tại đây Xuyên Thiểm cách mạng căn cứ địa, trước sau trong phạm vi huyện này thành lập ba huyện của chính quyền Xô viết là Vạn Nguyên, Hồng Thắng, Thành Khẩu. Tháng 7 năm 1993, hợp nhất huyện Vạn Nguyên với khu công nông Bạch Sa thành huyện cấp thị Vạn Nguyên, trực thuộc địa cấp thị Đạt Châu.

## Địa lý
Vạn Nguyên nằm ở phía đông bắc tỉnh Tứ Xuyên, tiếp giáp với tỉnh Thiểm Tây và thành phố trực thuộc trung ương Trùng Khánh.

### Khí hậu
Vạn Nguyên có khí hậu cận nhiệt đới gió mùa, chia rõ bốn mùa. Lượng giáng thủy đạt khoảng 1.232 mm, tập trung chủ yếu vào mùa hè. Nhiệt độ trung bình tháng 1 đạt 3,9 °C; tháng 7-8 đạt 24,8 °C; cả năm đạt 14,7 °C.

## Phân chia hành chính
Vạn Nguyên chia ra làm 12 trấn, 41 hương với tổng cộng 410 thôn. 
- Trấn: Thanh Hoa, Cựu Viện, Bạch Sa, La Văn, Hoàng Chung, Hà Khẩu, Đại Trúc, Thảo Bá, Quan Độ, Trúc Dục, Thái Bình.
- Hương: Trà Á, Trường Thạch, Bạch Dương, Cố Quân, Thiết Quáng, Tỉnh Khê, Niệm Đường, Phong Dũng, Tào Gia, Sa Than, Thạch Đường, Bát Đài, Hoa Lâu, Trường Bá, Tằng Gia, Ti La, Chung Bình, Quán Bá, Thạch Nhân, Triệu Đường, Đại Sa, Tần Hà, Miếu Á, Ưng Bối, Miếu Pha, Tử Khê, Lâm Hà, Miếu Tử, Chung Đình, Bạch Quả, Ngụy Gia, Thạch Oa, Ngọc Đái, Liễu Hoàng, Tân Điếm, Lê Thụ, Bì Oa, Khê Khẩu, Vĩnh Ninh, Hồng Kiều, Khang Lạc.

## Dân số
- Dân số năm 2004 khoảng 560.000 người, trong đó dân cư làm nông nghiệp chiếm khoảng 85%.

## Kinh tế
Vạn Nguyên là huyện cấp thị ở miền núi, là điển hình của kiểu thành phố nông nghiệp miền núi, kinh tế chủ yếu là nông nghiệp, với công nghiệp kém phát triển. Năm 2004, tổng sản phẩm nội thị đạt 2,524 tỷ nhân dân tệ, bình quân đầu người đạt khoảng 4.520 NDT, thu ngân sách địa phương đạt 40,44 triệu NDT.

## Giao thông
Chạy qua huyện cấp thị này có đường sắt Tương Du nối Tương Dương với Trùng Khánh. Đường bộ có quốc lộ 210.

## Danh lam thắng cảnh
- Bát Đài sơn
- Long Đàm hà
- Hoa Ngạc sơn
- Đại Trúc hà
- Yên Hà sơn
- Ngư Tuyền sơn